# Pecshon
Pecshon (hangul: 배천군, Pecshon-kun, handzsa: 白川郡, RR: Paech'ŏn-kun, ’fehérpatak’) megye Észak-Koreában, Dél-Hvanghe (Hwanghae) tartományban. 1952-ben hozták létre és emelték megyei rangra.

## Földrajza
Nyugatról Jonan (Yŏnan), északról Pongcshon (Pongch'ŏn), keletről Rjeszong (Ryesŏng), és annak túlpartján az Észak-Hvanghe (Hwanghae) tartománybeli Kumcshon (Kŭmch'ŏn), a Keszong (Kaesŏng) városhoz tartozó Kephung (Kaep'ung), délről a Han és Rjeszong (Ryesŏng) folyók, illetve a tenger, és azok túlpartján a dél-koreai Kjonggi (Gyeonggi) tartománybeli Kanghva (Ganghwa)-sziget határolja.
Legmagasabb pontja a 479 méter magas Hvangiszan (황의산; 黃衣山, Hwangŭisan).

## Közigazgatása
1 községből (up (ŭp)), 26 faluból (ri (ri)) és 1 munkásnegyedből (rodongdzsagu (rodongjagu)) áll:
| - Pecshon-up (배천읍; 白川邑, Paech'ŏn-ŭp) - Pongnjang-rodongdzsagu (봉량로동자구; 鳳兩勞動者區, Pongnyang-rodongjagu) - Kangho-ri (강호리; 江湖里, Kangho-ri) - Kumgok-ri (금곡리; 金谷里, Kŭmgok-ri) - Kumszan-ri (금산리; 金山里, Kŭmsan-ri) - Kumszong-ri (금성리; 錦城里, Kŭmsŏng-ri) - Rjongdong-ri (룡동리; 龍東里, Ryongdong-ri) - Rjucshon-ri (류천리; 柳川里, Ryuch'ŏn-ri) - Munszan-ri (문산리; 文山里, Munsan-ri) - Mulgil-ri (물길리; 물길里, Mulgil-ri) - Panghjon-ri (방현리; 放峴里, Panghyŏn-ri) - Ponghva-ri (봉화리; 烽火里, Ponghwa-ri) - Szokszan-ri (석산리; 石山里, Sŏksan-ri) - Szubok-ri (수복리; 壽福里, Subok-ri) | - Szuvon-ri (수원리; 水源里, Suwŏn-ri) - Sinvol-ri (신월리; 新月里, Sinwŏl-ri) - Jokkudo-ri (역구도리; 驛驅島里, Yŏkkudo-ri) - Obong-ri (오봉리; 梧鳳里, Obong-ri) - Unszan-ri (운산리; 雲山里, Unsan-ri) - Vonszan-ri (원산리; 圓山里, Wŏnsan-ri) - Ilgok-ri (일곡리; 日谷里, Ilgok-ri) - Csongcshon-ri (정촌리; 亭村里, Chŏngch'on-ri) - Cshangpho-ri (창포리; 昌浦里, Ch'angp'o-ri) - Cshudzsong-ri (추정리; 楸井里, Ch'ujŏng-ri) - Hjangdzsong-ri (향정리; 杏亭里, Hyangjŏng-ri) - Honghjon-ri (홍현리; 紅峴里, Honghyŏn-ri) - Hvaszan-ri (화산리; 花山里, Hwasan-ri) - Hvajang-ri (화양리; 花陽里, Hwayang-ri) |

## Gazdaság
Pecshon (Paech'ŏn) megye gazdasága bányaiparra és mezőgazdaságra épül.

## Oktatás
Pecshon (Paech'ŏn) megye egy mezőgazdasági és egy bányaipari főiskolának, 31 általános és 31 középiskolának ad otthont.

## Egészségügy
A megye számos egészségügyi intézménnyel rendelkezik, köztük 1 megyei, 2 ipari és 36 helyi kórházzal.

## Közlekedés
A megye közutakon a szomszédos helységek felől közelíthető meg. A megye vasúti kapcsolattal rendelkezik, a Pecshon (Paech'ŏn) vonal része.